# Lycée professionnel privé Les Potiers
Le lycée professionnel privé Les Potiers est un établissement d'enseignement secondaire catholique situé à Toulouse, notoire pour l'historique de sa création par l'Union Sociale du Midi, en 1921.

## Historique

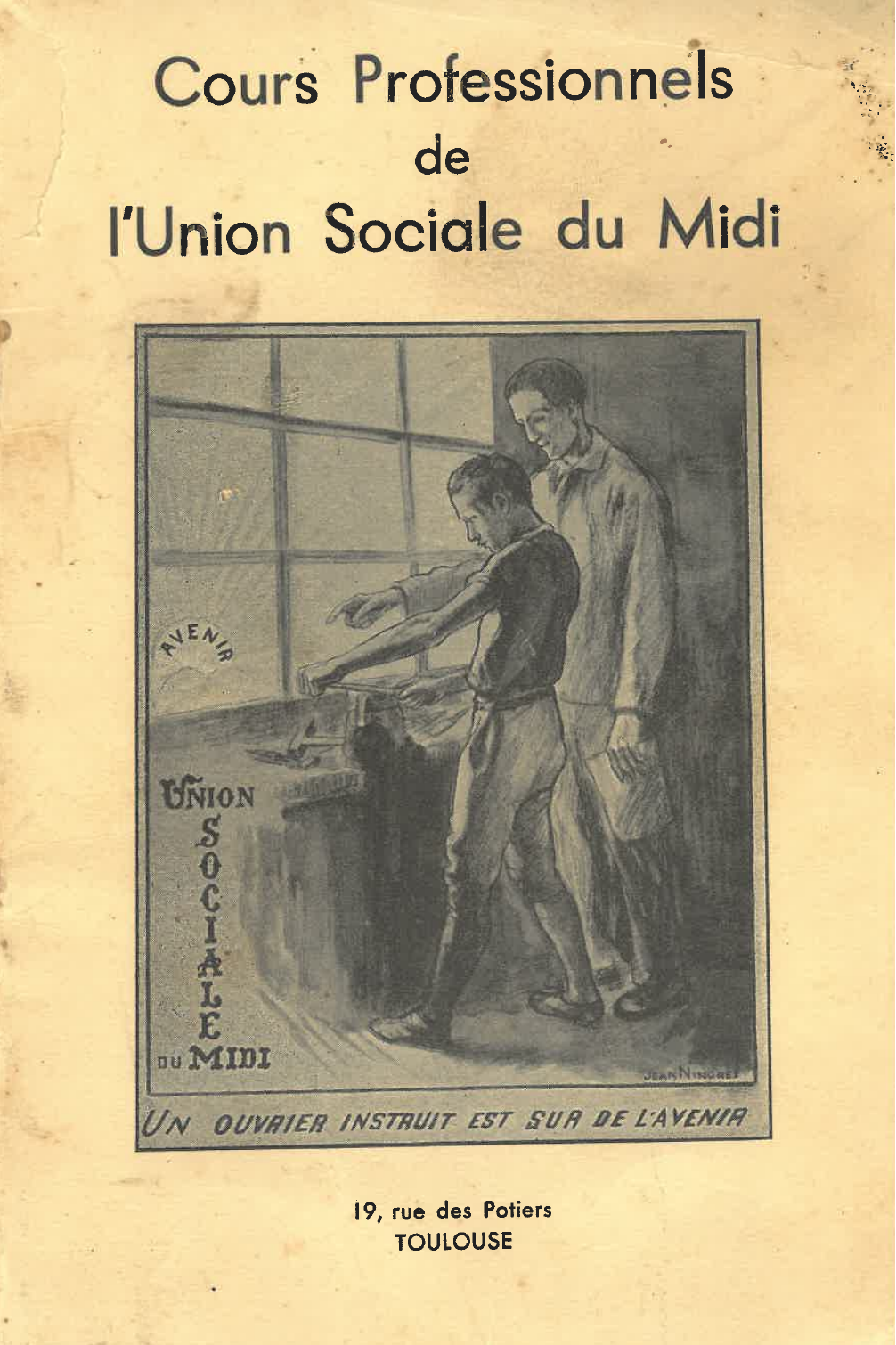
L'organisation et le programme d'enseignement des cours professionnels de l'Union Sociale du Midi, 1921.

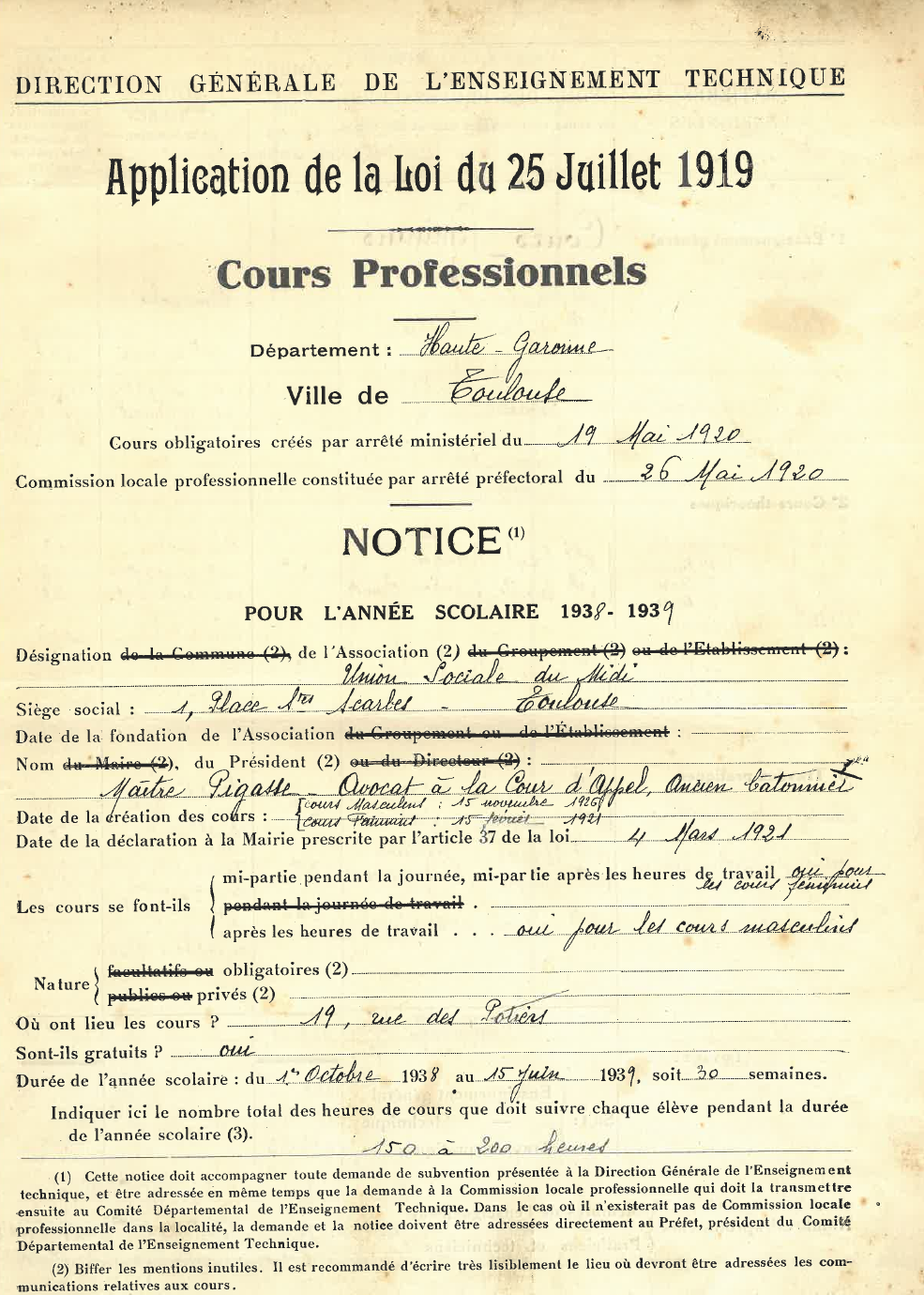
Enseignement pour filles crée en 1921.

L'établissement est fondé en 1921 par l’Union Sociale du Midi, organisme catholique œuvrant dans le cadre du catholicisme social à la suite de la publication de l'encyclique Rerum novarum,,,.
À la suite de sa réorganisation en 1920, « l'Union Sociale du Midi a étudié, discuté, fouillé tous les sujets que leur actualité a placée au premier rang des préoccupations générales. Par ses cours professionnels, elle a été le guide précieux de toute une jeunesse […] d'apprentis se sont organisés grâce à la collaboration de professeurs d'élite, d'étudiants catholiques. les cours professionnels ». L'établissement formait des apprentis, surtout des orphelins de guerre, aux métiers de la couture (pour les filles), de la mécanique et de l’électricité (pour les garçons).
Dès l'origine, l'établissement est mixte et les cours sont gratuits pour les familles.
L'établissement est renommé « Ecole de Mécanique et d’Electricité » dans les années 1940.

## Situation auXXIesiècle

### Statut
Le lycée est un établissement privé catholique, mixte sous contrat d'association.

### Enseignement
Il assure la formation au baccalauréat professionnel - Cybersécurité, Informatique et réseaux, ELectronique (CIEL), accessible aux élèves entrant en seconde. La formation (Anciennement SN) s'articule autour de 3 pôles ouvrant à plusieurs métiers du numérique.
En 2023, Le lycée compte 75 élèves réparties sur trois classes de la Seconde à la Terminale BAC Pro. La langue vivante LV1 est l'anglais.
Le lycée se classe 20e sur 35 au niveau départemental quant à la qualité d'enseignement, 88,9% des étudiants inscrits au Bac par le Lycée professionnel privé les Potiers ont obtenu leur diplôme en 2023 (Bac Professionnel).
L'enseignante Suzanne Couvin est l'auteur du manuel scolaire en format cahier qui permet aux élèves d'écrire directement leurs réponses au fil de l'ouvrage de physique-chimie Bac Pro 2020.

### Localisation
L'établissement est situé rue des Potiers depuis sa création jusqu'en 1984. Il est toujours à Toulouse, mais a déménagé 4, rue du Sachet, au sud-ouest du centre-ville, à proximité du jardin des plantes.